# Chlorotalpa sclateri
Chlorotalpa sclateri är en däggdjursart som först beskrevs av Robert Broom 1907.  Chlorotalpa sclateri ingår i släktet Chlorotalpa och familjen guldmullvadar. IUCN kategoriserar arten globalt som livskraftig.
Arten blir 9,5 till 13 cm lång, väger 22 till 54 g och saknar svans. På ovansidan förekommer rödbrun päls och undersidan är täckt av grå päls, ofta med rödaktig skugga. Liksom hos andra guldmullvadar är ögonen täckta av päls. Pälsen på huvudets sidor och delvis på nosen är gulbrun.
Denna guldmullvad förekommer i flera från varandra skilda områden i Sydafrika och Lesotho. Arten vistas i sandiga skogar, buskskogar och gräsmarker. Arten gräver liksom andra guldmullvadar underjordiska tunnelsystem och boets centrala kammare ligger ofta under ett träd eller en sten. Gånger som används för födosöket ligger tät under markytan. Arten äter främst daggmaskar och andra underjordisk levande ryggradslösa djur.
Honor har under den varma årstiden en eller flera kullar med upp till två ungar per kull. De är vanligen kort efter ungarnas födelse åter brunstiga.

## Underarter
Arten delas in i följande underarter:
- C. s. sclateri
- C. s. guillarmodi
- C. s. montana
- C. s. shortridgei